# گورا سووتسکایا
گورا سووتسکایا (به لاتین: Gora Sovetskaya) یک کوه در روسیه است که در ناحیه خودگردان چوکوتکا واقع شده‌است. گورا سووتسکایا ۱٬۰۹۶ متر بالاتر از سطح دریا واقع شده‌است.